# Wiedemannia comata
Wiedemannia comata är en tvåvingeart som beskrevs av Axel Leonard Melander 1927. Wiedemannia comata ingår i släktet Wiedemannia och familjen dansflugor. Inga underarter finns listade i Catalogue of Life.